# 2014 en sport
Cet article présente les faits marquants de l'année 2014 en sport.

## Principaux événements sportifs de l'année 2014

### Par dates(date de début)

#### Janvier
- Du 14 au 26 janvier : 12e édition du Championnat d'Europe de handball masculin au Danemark.
- Du 16 au 19 janvier : 1re manche du Championnat du monde des rallyes  à Monte-Carlo, à Monaco.

#### Février
- Du 7 au 23 février : 22e édition des jeux olympiques d'hiver à Sotchi, en Russie.
- Du 6 au 8 février : 2e manche du Championnat du monde des rallyes  à Hagfors, en Suède.

#### Mars
- Du 7 au 9 mars : 15e édition des Championnats du monde d'athlétisme en salle à Sopot, en Pologne.
- Du 24 au 30 mars : Championnats du monde de patinage artistique à Saitama, au Japon.

#### Avril
Du 4 avril au 6 avril, Grand Prix de Bahreïn (Formule 1), remporté par Lewis Hamilton.
Du 18 avril au 20 avril, Grand Prix de Chine remporté par Lewis Hamilton.

#### Mai
- Du 2 au 4 mai : 39e édition de la Coupe d'Europe des clubs de basket-ball en fauteuil roulant à Madrid en (Espagne).
- 4 mai : Première Wings for Life World Run à 34 endroits répartis autour de la terre.
- 14 mai : Finale de la Ligue Europa au Juventus Stadium de Turin (Italie)
- 19 mai : mort de Jack Brabham
- 24 mai : Finale de la Ligue des champions de l'UEFA 2013-2014 à l'Estádio da Luz de Lisbonne (Portugal)
- Du 24 mai au 8 juin : 113e édition de Roland-Garros à Paris (France)

#### Juin
- Du 7 au 14 juin : championnats d'Europe d'escrime 2014 à Strasbourg en (France).
- Du 12 juin au 13 juillet : 20e édition de la coupe du monde de football, au (Brésil).
- 14 et 15 juin : 24 Heures du Mans 2014 au Mans en (France).
- Championnats du monde junior d'athlétisme à Eugene, Oregon; aux (États-Unis).
- Du 20 juin au 28 juin : Championnat du monde de basket-ball en fauteuil roulant féminin à Toronto (Canada)
- Du 23 juin au 6 juillet : 128e édition du Tournoi de Wimbledon à Londres en (Grande-Bretagne).

#### Juillet
- Du 5 juillet au 27 juillet : 101e édition du tour de France de Leeds (Royaume-Uni) à Paris (France).
- Du 5 juillet au 14 juillet : Championnat du monde de basket-ball en fauteuil roulant masculin à Incheon (Corée-du-Sud)
- Du 7 au 16 juillet : IFAF U19 World Championships au Koweït (football américain)
- Du 30 juin au 13 juillet : Championnat du monde de roller in line hockey, dont le championnat masculin du 7 au 13 juillet.
- 13 juillet 2014 : Finale de l'IFAF Champion's League à Elancourt (Football Américain)
- Du 16 au 23 juillet : Championnats du monde d'escrime à Kazan en Russie.

#### Août
- Du 13 au 15 août: IFAF Flag World Championships 2014 en Israël
- Du 16 au 28 août : 2e édition des jeux olympiques de la jeunesse d'été à Nankin en Chine.
- Du 12 au 17 août : Championnats d'Europe d'athlétisme à Zurich, en Suisse.
- Du 13 au 24 août : Championnats d'Europe de natation à Berlin (Allemagne)
- Du 21 au 23 août : Championnats du monde d'escalade de bloc.
- 12 août : Supercoupe de l'UEFA au Cardiff City Stadium de Cardiff (Pays de Galles)
- 30 août : DécaNation 2014 à Angers (France).
- Du 30 au 17 septembre : Championnat du monde de basket-ball en Espagne.

#### Septembre
- Du 5 au 14 septembre : 2e édition de la coupe d'Europe des nations des légendes de football en Italie pour fêter les 60 ans de l'UEFA.
- Du 8 au 14 septembre : Championnats du monde d'escalade de difficulté et Championnats du monde d'escalade de vitesse.
- 13 et 14 septembre : Coupe continentale d'athlétisme à Marrakech, au Maroc.
- Du 22 au 28 septembre : 11e championnats du Monde de kayak-polo à Thury-Harcourt, en France.
- Du 27 septembre au 5 octobre : Championnat du monde de basket-ball féminin en Turquie.

#### Octobre
- Du 27 septembre au 5 octobre : Championnat du monde de basket-ball féminin en Turquie.

#### Novembre
- 8 et 9 novembre : 1re étape de la Coupe du Monde de Tir à l'arc à Marrakech au Maroc.

#### Décembre
- Du 7 au 21 : 11e édition des championnats d'Europe de handball féminin en Hongrie et en Croatie.
- Du 10 au 20 : 11e édition de la coupe du monde des clubs de la FIFA au Maroc.

### Par sport

#### Athlétisme
- 2 au 31 décembre : IAAF Road Race Label Events.
- 1er au 15 février : World Indoor Meetings.
- 7 au 9 mars : 15e Championnats du monde en salle à Sopot.
- 22 mars au 7 septembre : Challenge mondial.
- 29 mars : 21e Championnats du monde de semi-marathon à Copenhague.
- 1er mai au 14 septembre : Challenge mondial des épreuves combinées.
- 3 au 4 mai : 26e Coupe du monde de marche à Taicang.
- 4 mai : Première Wings for Life World Run à 34 endroits répartis autour de la terre.
- 9 mai au 5 septembre : Ligue de diamant.
- 24 au 25 mai : 1er World Relays à Nassau.
- 22 au 27 juillet : 15e Championnats du monde juniors à Eugene.
- 12 au 17 août : 22e Championnats d'Europe d'athlétisme à Zurich.
- 16 au 28 août : 2e Jeux olympiques de la jeunesse à Nankin.
- 30 août : DécaNation 2014 à Angers (France).
- 13 au 14 septembre : Coupe continentale à Marrakech.

#### Automobile
- Championnat du monde des rallyes :
  - 16 au 19 janvier : Rallye de Monte-Carlo, remporté par Sébastien Ogier
- 14 et 15 juin : 24 Heures du Mans 2014.
- Championnat du monde de Formule 1 :
  - 22 au 25 mai : Grand Prix automobile de Monaco, remporte par Nico Rosberg.
- 25 mai : l'américain Ryan Hunter-Reay remporte les 500 miles d'Indianapolis 2014.

#### Aviron
- 29 mars au 13 juillet : Coupe du monde d'aviron.
- 16 au 28 août : 2e Jeux olympiques de la jeunesse à Nankin.
- 23 au 31 août : Championnats du monde d'aviron à Amsterdam.

#### Badminton
- 16 janvier au 14 décembre : BWF Super Series.
- 18 au 25 mai : Finales de la Thomas Cup et de la Uber Cup à New Delhi.
- 16 au 28 août : 2e Jeux olympiques de la jeunesse à Nankin.
- 25 au 31 août : Championnats du monde de badminton à Copenhague.

#### Basket-ball
- 2 au 4 mai : 39e édition de la Coupe d'Europe des clubs de basket-ball en fauteuil roulant à Madrid en Espagne.
- 26 juin au 6 juillet : Championnat du monde de basket-ball féminin des moins de 17 ans en Slovaquie.
- 7 au 17 août : Championnat du monde de basket-ball masculin des moins de 17 ans aux Émirats arabes unis.
- 16 au 28 août : 2e Jeux olympiques de la jeunesse à Nankin.
- 30 août au 14 septembre : Coupe du monde de basket-ball en Espagne.
- 27 septembre au 5 octobre : Championnat du monde de basket-ball féminin en Turquie.

#### Biathlon
- 24 novembre 2013 au 23 mars 2014 : Coupe du monde de biathlon.
- 8 au 22 février : Épreuves de Biathlon aux jeux olympiques à Krasnaïa Poliana (Russie).

#### Bobsleigh-Skeleton
- 24 novembre 2013 au 26 janvier 2014 : Coupe du monde de bobsleigh et Coupe du monde de skeleton.
- 13 au 15 février : Épreuves de Skeleton aux Jeux olympiques à Sotchi (Russie).
- 16 au 23 février : Épreuves de Bobsleigh aux Jeux olympiques à Krasnaïa Poliana (Russie).

#### Bowling
- 17 au 29 novembre : Championnats du monde de bowling à Abou Dabi.

#### Boxe
- 16 au 28 août : 2e Jeux olympiques de la jeunesse à Nankin (Chine).
- septembre - octobre : Championnats du monde féminins de boxe amateur au (Canada).

#### Bridge
- 10 au 25 octobre : World Serie à Sanya.

#### Canoë-kayak
- 2 au 25 mai : Coupe du monde de course en ligne.
- 6 juin au 17 août : Coupe du monde de slalom.
- 17 au 21 juin : Championnats du monde de descente à Valteline (Italie).
- 6 au 10 août : 41e Championnats du monde de course en ligne à Moscou (Russie).
- 16 au 28 août : 2e Jeux olympiques de la jeunesse à Nankin (Chine).
- 17 au 21 septembre : Championnats du monde de slalom au Deep Creek Lake dans le Maryland (États-Unis).
- 24 au 28 septembre : Championnat du monde de kayak-polo à Thury-Harcourt (France).
- 24 au 28 septembre : Championnats du monde de marathon à Oklahoma City (États-Unis).

#### Curling
- 10 au 21 février : Epreuves de curling aux Jeux olympiques à Sotchi (Russie).
- 15 au 23 mars : Championnats du monde de curling féminin à Saint-Jean (Canada).
- 29 mars au 6 avril : Championnats du monde de curling masculin à Pékin (Chine).
- 23 au 30 avril : Championnats du monde de curling double mixte à Dumfries (Écosse).

#### Cyclisme
- 13 avril : 112e édition de Paris-Roubaix remportée par le néerlandais Niki Terpstra.
- 9 mai au 1er juin : 97e édition du Tour d'Italie remportée par le colombien Nairo Quintana.
- 26 au 29 juin : Championnat de France au Futuroscope
- 5 au 27 juillet : 101e édition du Tour de France remportée par l'italien Vincenzo Nibali.
- 23 août au 14 septembre : 69e édition du Tour d'Espagne.

#### Échecs
- 1er au 14 août : Olympiade d'échecs à Tromsø.
- 12 au 30 mars : Tournoi des candidats.
- 5 au 25 novembre : Championnat du monde d'échecs à Sotchi (Russie).
- 11 au 31 octobre : Championnat du monde d'échecs féminin.

#### Équitation
- 10 octobre 2013 au 21 avril 2014 : 2e Coupe du monde de saut d'obstacles.
- 16 au 28 août : 2e Jeux olympiques de la jeunesse à Nankin.
- 24 août au 7 septembre : Jeux équestres mondiaux en Normandie.

#### Escalade
- 26 avril : début de la Coupe du monde d'escalade de bloc et de la Coupe du monde d'escalade de vitesse (1re étape).
- 20 juin : début de la Coupe du monde d'escalade de difficulté (1re étape).
- 28 juin : fin de la Coupe du monde d'escalade de bloc (8e étape).
- Du 21 au 23 août : Championnats du monde d'escalade de bloc.
- Du 8 au 14 septembre : Championnats du monde d'escalade de difficulté et Championnats du monde d'escalade de vitesse.
- 19 octobre : fin de la Coupe du monde d'escalade de vitesse (7e étape).
- 16 novembre : fin de la Coupe du monde d'escalade de difficulté (8e étape).

#### Escrime
- 16 janvier au 25 mai : Coupe du monde d'escrime.
- 7 au 14 juin : Championnats d'Europe d'escrime à Strasbourg.
- 16 au 23 juillet : Championnats du monde d'escrime à Kazan.
- 16 au 28 août : 2e Jeux olympiques de la jeunesse à Nankin.

#### Floorball
- 5 au 14 décembre : Championnat du monde de floorball à Göteborg.

#### Football
- 15 mars au 5 avril : Coupe du monde de football féminin des moins de 17 ans au (Costa Rica) remporte par le Japon.
- 12 juin au 13 juillet : Coupe du monde de football au (Brésil) remporte par l'Allemagne.
- 5 au 24 août : Coupe du monde de football féminin des moins de 20 ans au (Canada)remportée par les allemandes.
- 14 au 27 août : 2e édition du Tournoi de football olympique de la jeunesse  à Nankin (Chine) le Pérou remporte la médaille d'or chez les garçons alors que chez les filles la médaille d'or est remportée par la Chine.

#### Football Américain
- 20 juin Finale Casque de Diamant : Black Panthers 35, Molosses 34. Article détaillé : Saison 2014 du casque de diamant.
- 1er février : National Football League : Super Bowl XXXVIII : Seahawks 43, Broncos 8 à East Rutherford, Article détaillé : NFL Saison 2014.

#### Golf
- 10 au 13 avril : Masters de golf à Augusta (Géorgie) aux (États-Unis) remporté par l'américain Bubba Watson.
- 12 au 15 juin : US Open de golf aux (États-Unis) remporté par l'allemand Martin Kaymer.
- 17 au 20 juillet : Open britannique en (Grande-Bretagne).
- 7 au 10 août : US PGA à Louisville (Kentucky) aux (États-Unis).

#### Handball
- 14 janvier au 26 janvier : Championnat d'Europe masculin au (Danemark).
- 14 au 27 août : 2e Jeux olympiques de la jeunesse à Nankin (Chine).

#### Hockey sur glace
- 8 au 23 février : Tournoi olympique de Hockey sur glace à Sotchi (Russie).
- 9 au 25 mai : Championnat du monde de hockey sur glace à Minsk (Biélorussie).

#### Judo
- 24 avril au 27 avril : Championnats d'Europe de judo à Montpellier (France).

#### Luge
- 16 novembre 2013 au 26 janvier 2014 : Coupe du monde de la luge.
- 8 février au 13 février : Épreuves de luge aux Jeux olympiques à Krasnaïa Poliana (Russie).

### Motonautisme

#### Natation
- 13 au 24 août : Championnats d'Europe de natation à Berlin (Allemagne).

#### Patinage
- 13 au 19 janvier : Championnats d'Europe de patinage artistique à Budapest (Hongrie).
- 6 au 22 février : Epreuves de Patinage artistique aux Jeux olympiques à Sotchi (Russie).
- 8 au 22 février : Epreuves de Patinage de vitesse aux Jeux olympiques à Sotchi (Russie).
- 24 au 30 mars : Championnats du monde de patinage artistique à Saitama (Japon).

#### Pelote basque
- 11 au 21 septembre : 17e édition des Championnats du monde de pelote basque à Zinacantepec (Mexique).

#### Rugby à XIII
- 13 avril : à Carcassonne, le Toulouse olympique XIII remporte la Coupe de France face à Carcassonne 46-10.
- 10 mai : à Perpignan, le Toulouse olympique XIII remporte le Championnat de France face à Lézignan 38-12.

#### Rugby à XV
- 1er février au 15 mars: Tournoi des Six Nations 2014 remporte par l'Irlande.
- 1er au 17 août : Coupe du monde féminine de rugby en France remportée par les anglaise.
- 16 août au 4 octobre : The Rugby Championship 2014 remporte par la Nouvelle-Zélande

#### Snowboard
- 18 août 2013 au 15 mars 2014 : Coupe du monde de snowboard.
- 6 au 22 février : épreuves de Snowboard aux Jeux olympiques.

#### Ski
- 16 août 2013 au 23 mars 2014 : Coupe du monde de ski acrobatique.
- 27 octobre 2013 au 16 mars 2014 : Coupe du monde de ski alpin.
- 23 novembre 2013 au 23 mars 2013 : Coupe du monde masculine de saut à ski.
- 29 novembre 2013 au 16 mars 2014 : Coupe du monde de ski de fond.
- 30 novembre 2013 au 16 mars 2014 : Coupe du monde de combiné nordique.
- 24 janvier au 16 mars : Coupe du monde de ski de vitesse.
- 6 au 21 février : Épreuves de Ski acrobatique aux Jeux olympiques.
- 8 au 17 février : Épreuves de Saut à ski aux Jeux olympiques.
- 8 au 23 février : Épreuves de combiné nordique aux Jeux olympiques.
- 9 au 22 février : Épreuves de Ski alpin aux Jeux olympiques.
- 12 au 23 février : Épreuves de Ski de fond aux Jeux olympiques

#### Tennis
- 13 janvier au 26 janvier : 102e édition de l'Open d'Australie
  - 25 janvier : La Chinoise Li Na remporte la finale dames de l'Open d'Australie (7-6, 6-0) face à la Slovaque Dominika Cibulková.
  - 26 janvier : le Suisse Stanislas Wawrinka remporte à la surprise générale la finale messieurs de l'Open d'Australie en battant l'Espagnol Rafael Nadal (6-3, 6-2, 3-6, 6-3).
- 25 mai au 8 juin : 113e édition de Roland Garros
  - 7 juin : La Russe Maria Sharapova remporte la finale dames des Internationaux de France de tennis (6-4, 7-6, 6-4) face à la Roumaine Simona Halep
  - 8 juin : L'Espagnol Rafael Nadal s'impose pour la 9e fois aux Internationaux de France en battant en finale le Serbe Novak Djokovic (3-6, 7-5, 6-2, 6-4).
- 23 juin au 6 juillet : 128e édition du Tournoi de Wimbledon
  - 5 juillet : La Tchèque Petra Kvitová remporte (6-3, 6-0) la finale dames du Tournoi de Wimbledon face à la Canadienne Eugenie Bouchard.
  - 6 juillet: Le Serbe Novak Djokovic remporte pour la 2e fois de sa carrière le Tournoi de Wimbledon face au Suisse Roger Federer (6-7, 6-4, 7-6, 5-7, 6-4)
- 25 août au 8 septembre : 134e édition de l'US Open
  - 7 septembre : L'Américaine Serena Williams remporte en 1h15 min (6-3, 6-3) la finale dames de l'US Open face à la Danoise Caroline Wozniacki
  - 8 septembre : Le Croate Marin Čilić remporte la finale inédite de l'US Open en battant (6-3, 6-3, 6-3) le Japonais Kei Nishikori.

#### Voile
- 10e édition de la Route du Rhum

#### Water-Polo

##### France
- 7 juin : le Montpellier WP est Champion de France Pro A.
- 16 mars : l'O.Nice Natation remporte la Coupe de la ligue masculine.
- Lille M. Water-Polo est Champion de France Pro F.
- Lille M. Water-Polo  remporte la Coupe de la ligue féminine.

##### Europe
- Le CNA Barceloneta est Champion d'Europe.
- Le Spartak Volgograd remporte la Len Euro Cup
- 27 juillet : Les Serbes sont Champions d'Europe.
- Les Espagnoles sont Championnes d'Europe.

##### Monde
- Les Serbes remportent la Coupe du Monde.
- Les Américaines remportent la Coupe du Monde.
- Les Serbes remportent la Ligue Mondiale.
- Les Américaines remportent la Ligue Mondiale.